# Magnus... springende mus
|  | Denne artikel er oprettet af botten Steenthbot ud fra en ekstern database. Den kan derfor have sproglige fejl eller mangler. Denne skabelon kan fjernes efter kontrol af indholdet. |

Magnus... springende mus er en dansk kortfilm fra 1990 instrueret af Laila Hodell og efter manuskript af Laila Hodell og Elisabeth Holst.

## Handling
Drengen Magnus drømmer om en grøn og dejlig verden, der adskiller sig fra byens mange grå sten. På fantasiens vinger drager han ud i livet for at finde svar i naturen. Et mytologisk videoeventyr for større børn og voksne.

## Medvirkende
- Anders Bruus
- Johan Carlsen
- Janus Hellborn